# Vescomtat de Dinan
El vescomtat de Dinan, després senyoria, fou una jurisdicció feudal de Normandia centrada a Dinan.
El primer vescomte esmentat fou Hamó o Aimo I casat amb Roiantelina, que governava al final del segle x. Va tenir un fill Aimó II que apareix en una donació datada entre 1029 i 1037 a favor de l'arquebisbat de Rouen. Un Aimó vescomte (no es diu de quin lloc) és esmentat en una donació del duc Alan a l'abadia de Marmoutier datada entre 1015 i 1032 i es suposa que era el mateix personatge. Va deixar dos fills.
Hamo I va tenir altres tres fills: Jungueni, abat de Dol (Bretanya) i arquebisbe de Tours, Joscelí I, senyor de Dinan, i Rivalló senyor de Dol.
Joscelí de Dinan va deixar un fill de nom Jofre I fundador del priorat de Saint-Malo de Dinan, casat amb Radegunda, que va tenir cinc fill dels quals Oliver va rebre terres a Hartland i Devon i va fundar el priorat de Jugon i era viu a mitjan segle XII; el seu germà Alan devia ser el successor però no consta com a senyor (Alan fou assassinat el 1157, en tot cas poc després, sinó abans, de pujar al poder), títol que sí que es dona al seu fill Roland; el 1185 o 1186 Roland confirmava una carta de donació a l'abadia de Pont-Pillard. El va succeir la seva germana Emma, casada amb Hug d'Alluie, i en segones noces amb Robert III senyor de Vitré (fill de Robert II de Vitre). Aquest va morir l'11 de novembre de 1173 i el va succeir a Vitré el seu fill Andreas, i més tard a Dinan un altre fill, Alan II.
Alan II (mort després del 1200) estava casat amb Clemència de Fougères (fill de Guillem de Fougères) que va morir l'endemà de Nadal del 1252. El va succeir la seva filla Gervàsia de Vitré que s'esmenta per darrer cop en una donació el 1224, i que va agafar el títol de vescomtessa de Dinan. Es va casar en primeres noces amb Juhel senyor de Mayenne (fill de Jofre de Mayenne) que va morir en batalla el 2 o 4 de maig de 1220; en segones noces amb Jofre vescomte de Rohan, fill del vescomte de Rohan Alan IV que va morir el 15 de setembre de 1221 i en terceres noces (abans de 1224) amb Ricard, fill de Guillem (+1234). Morta la seva dona, Ricard es va proclamar "senyor de Dinan" (de iure uxoris) i el 1231 va succeir al seu germà com a earl de Pembroke; a Anglaterra era el cap del partit dels barons i antagonista dels amics d'Enric III. Per temor a una traïció va refusar visitar al rei a Gloucester l'agost del 1233 i fou declarat traïdor fugint a Irlanda on fou atacat per diversos senyors instigats per Peter des Roches (abril de 1234) sent derrotat i ferit i va morir presoner sense fills. A Pembroke el va succeir el seu germà Gilbert (+1241) i després un altre germà Anselm (+1245), tots dos sense fills mascles, amb el que la línia es va extingir. L'herència privativa corresponia a les germanes d'Anselm.

## Llista de vescomtes
- Aimó I vers 1000
- Aimó II vers 1029
- Josceli, senyor vers 050
- Alan assassinat el 1157 (possible senyor)
- Roland, senyor 1157-1186
- Emma, senyora 1186-?
- Alan (senyor de Vitré 1173), senyor vers 1200
- Gervasia, vescomtessa ?-1225
- Ricard de Pembroke vers 1225-1234